# 烏平通機場
烏平通機場（英語：Upington Airport）是一個位於南非北開普省烏平通的機場。
德國漢莎貨運、盧森堡貨運、南非航空貨運和Warbird貨運有貨物航班往這個機場。
南非空軍和南非航空也使用這個機場訓練機師，机型包括波音747、波音707以及波音737行政專機。

## 定期航班
- 南非航空連結（開普敦、約翰內斯堡）

## 不定期航班
- 沃克飛行服務 （页面存档备份，存于）

## 外部連結
- 官方網站
- 私人網站關於機場